# Ло-Баланьяс
Ло-Баланья́с (фр. Lau-Balagnas, окс. Laurs e Balanhans) — коммуна во Франции, находится в регионе Юг — Пиренеи. Департамент — Верхние Пиренеи. Входит в состав кантона Аржелес-Газост. Округ коммуны — Аржелес-Газост.
Код INSEE коммуны — 65267.

## География
Коммуна расположена приблизительно в 680 км к югу от Парижа, в 145 км юго-западнее Тулузы, в 30 км к юго-западу от Тарба.
По территории коммуны протекают реки Гав-де-По и Гав-д’Азён.

## Климат
Климат умеренно-океанический с солнечной тёплой погодой и обильными осадками на протяжении практически всего года.

## Население
Население коммуны на 2010 год составляло 500 человек.
| 1962 | 1968 | 1975 | 1982 | 1990 | 1999 | 2010 |
| ---- | ---- | ---- | ---- | ---- | ---- | ---- |
| 443  | 524  | 607  | 565  | 519  | 483  | 500  |

## Экономика
В 2010 году среди 277 человек трудоспособного возраста (15-64 лет) 203 были экономически активными, 74 — неактивными (показатель активности — 73,3 %, в 1999 году было 66,1 %). Из 203 активных жителей работали 190 человек (96 мужчин и 94 женщины), безработных было 13 (7 мужчин и 6 женщин). Среди 74 неактивных 16 человек были учениками или студентами, 42 — пенсионерами, 16 были неактивными по другим причинам.

## Достопримечательности
- Церковь Св. Лаврентия
- Часовня Сент-Кастер

## Фотогалерея

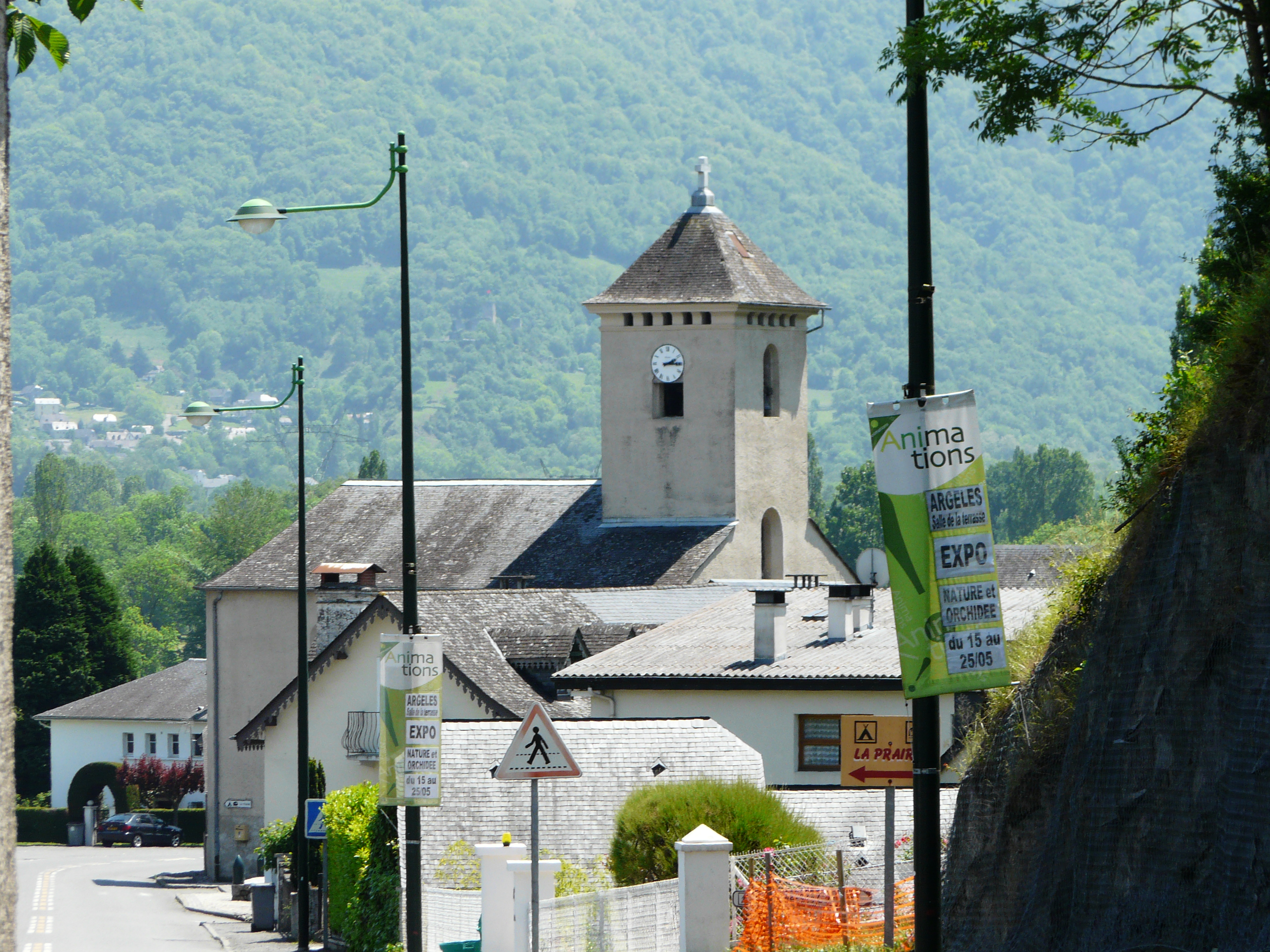
Церковь Св. Лаврентия
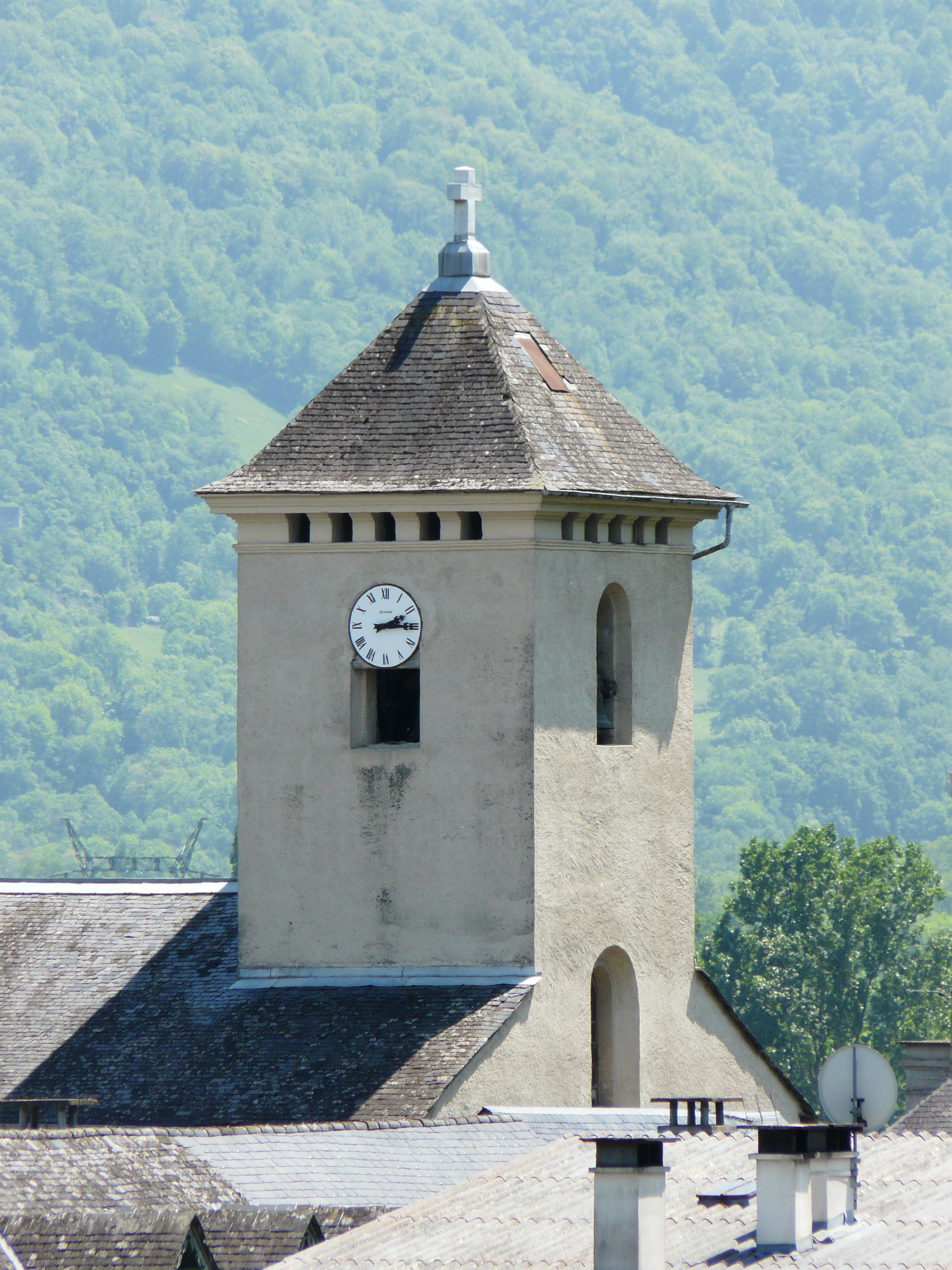
Церковь Св. Лаврентия
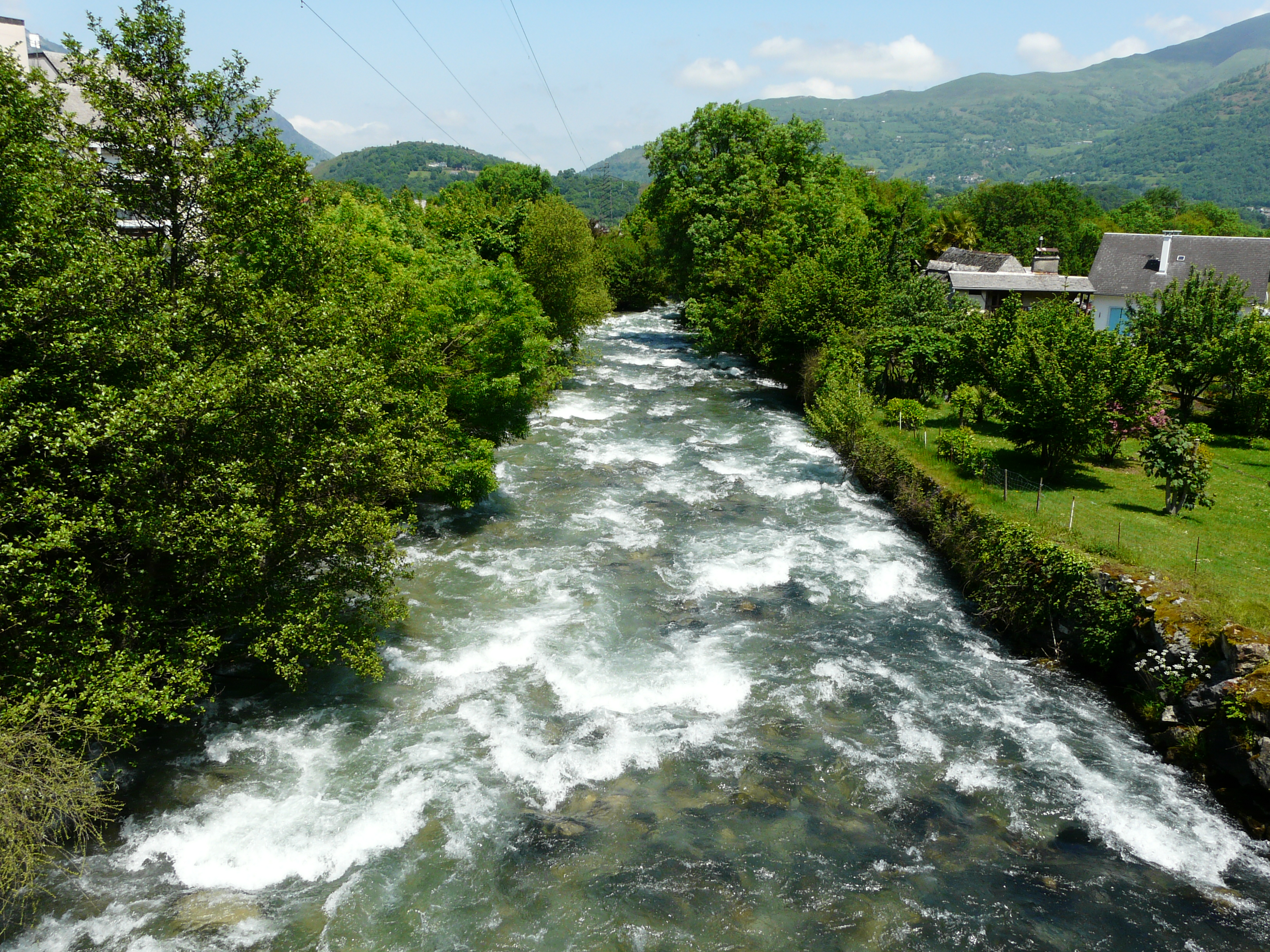
Река Гав-д’Азён
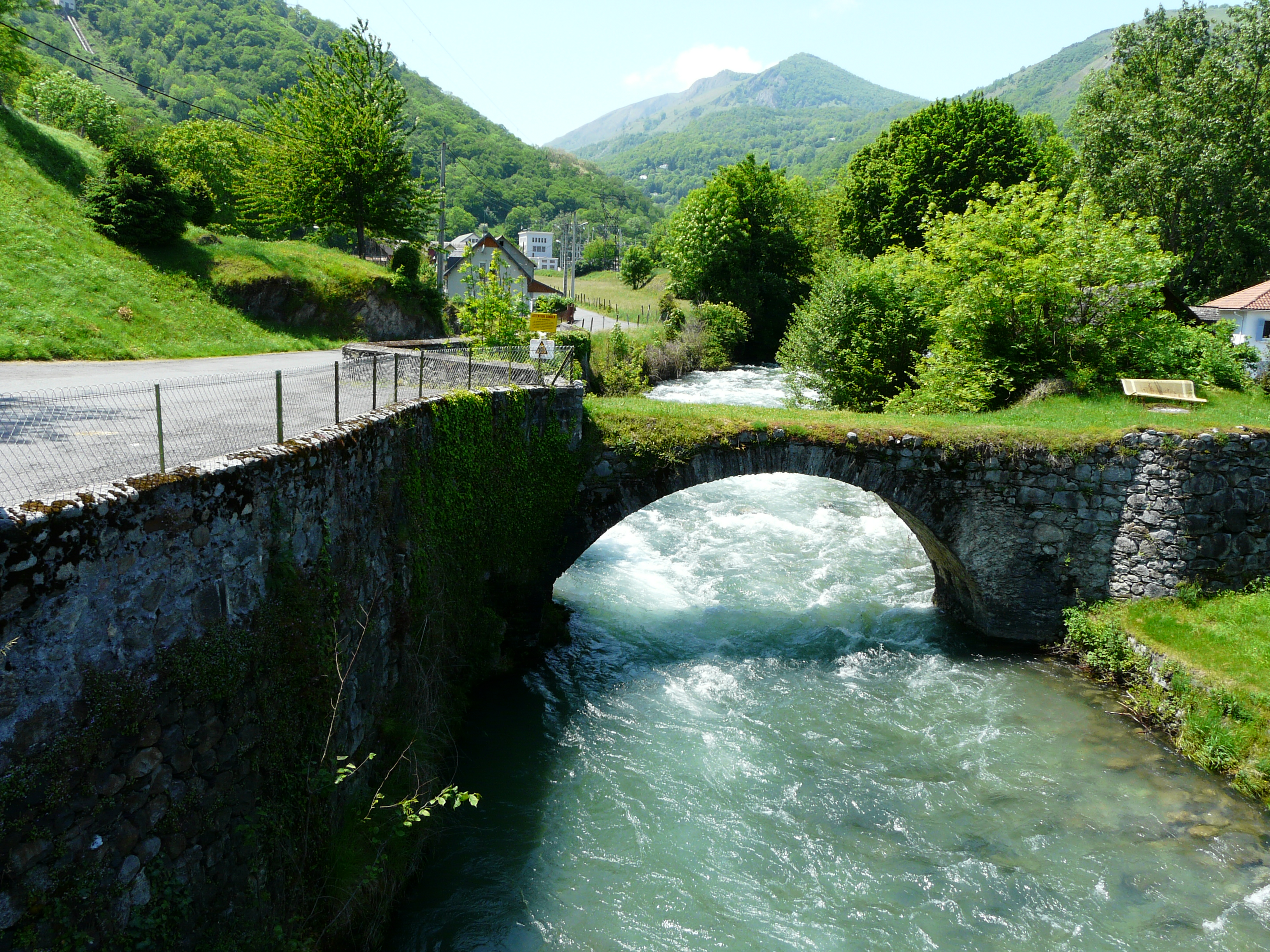
Мост через реку Гав-д’Азён
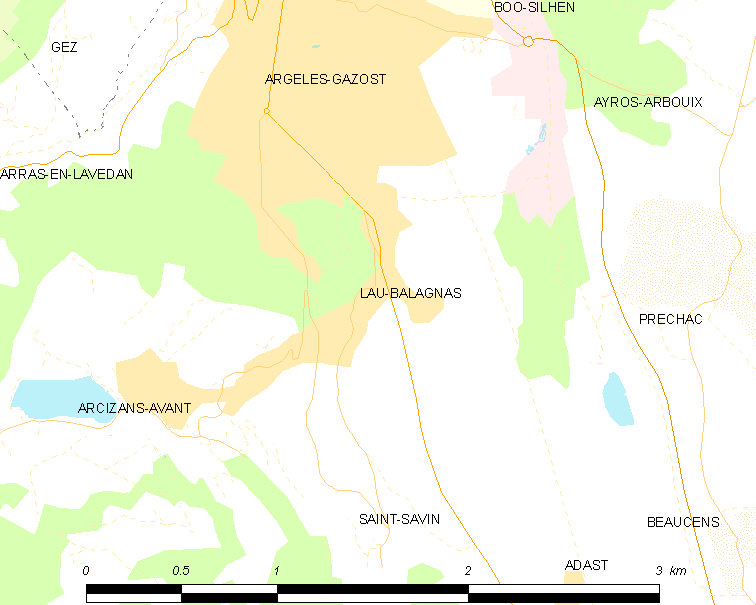
Карта коммуны